# Steinbruch im Kleefeld
Koordinaten: 52° 12′ 14″ N, 7° 50′ 14″ O

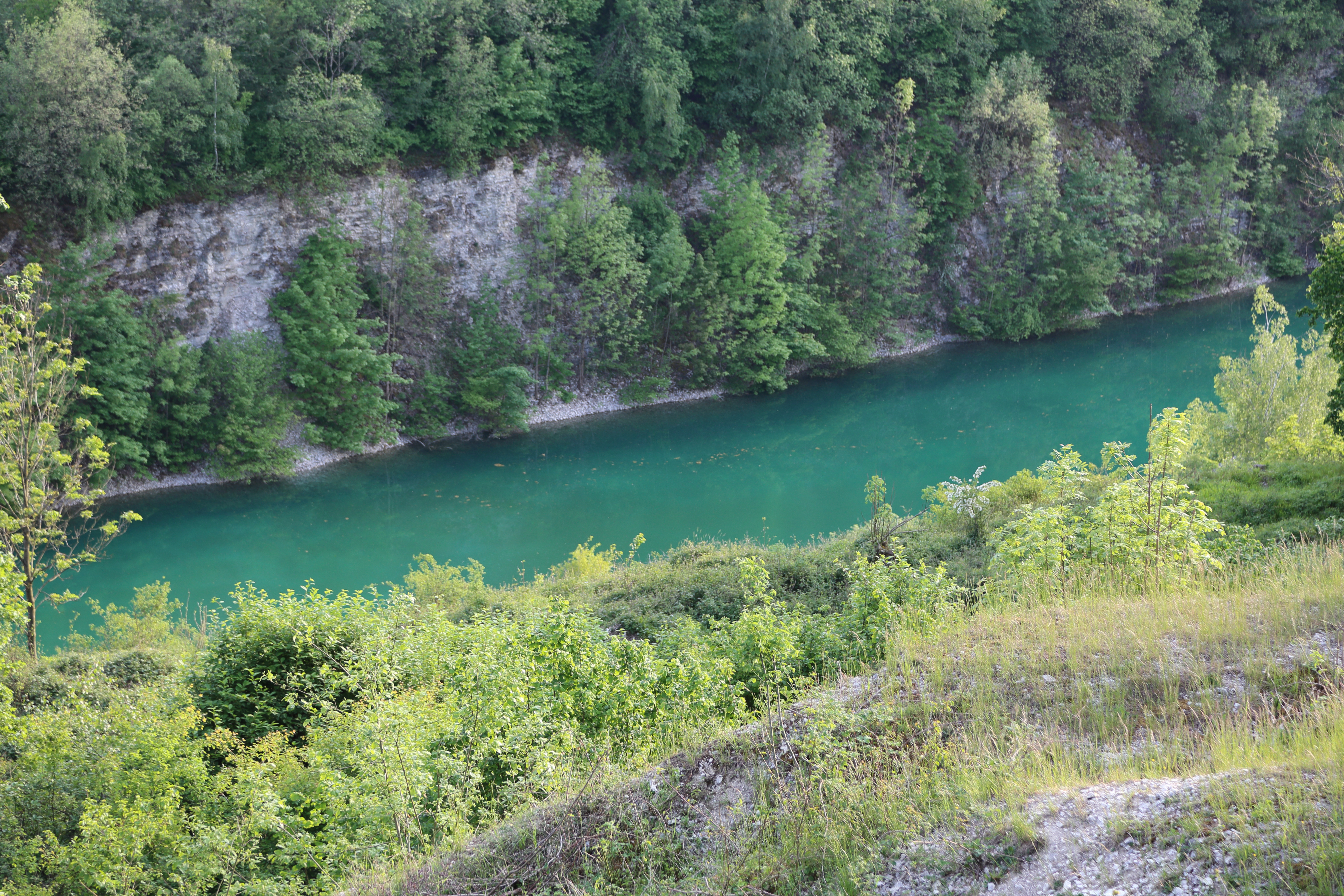
Naturschutzgebiet Steinbruch im Kleefeld (Mai 2016)

Das Naturschutzgebiet Steinbruch im Kleefeld liegt auf dem Gebiet der Stadt Lengerich im Kreis Steinfurt in Nordrhein-Westfalen. Das Gebiet erstreckt sich nordwestlich der Kernstadt Lengerich. Nördlich verläuft die A 1, südwestlich die Landesstraße L 591 und südöstlich die L 589. Die Landesgrenze zu Niedersachsen verläuft östlich.

## Bedeutung
Für Lengerich ist seit 1989 ein 68,27 ha großes Gebiet unter der Kenn-Nummer ST-068 als Naturschutzgebiet ausgewiesen. Vorher wurde Kalk für die Zementindustrie abgebaut. Die Betreuung erfolgt durch den NABU-Kreis Steinfurt. Die NRW-Stiftung kaufte den Bruch an. Neben Felsen, Halden, Gebüschen und Stillgewässern gibt es Magerrasen im Bruch. Im Steinbruch kommen zahlreiche seltene Tier- und Pflanzenarten wie Uhu, Bergmolch, Teichmolch, Kammmolch, Fadenmolch usw. vor.